# Supernova (película de 2020)
Supernova es una película dramática de 2020. Ha sido escrita y dirigida por Harry Macqueen. Los personajes principales de la película son interpretados por los actores Colin Firth y Stanley Tucci.
La película tuvo su premiere internacional en el San Sebastián International Film Festival, el 22 de septiembre de 2020 y tuvo su estreno en el Reino Unido el 5 de marzo de 2021, con la productora StudioCanal. Se estrenó en los Estados Unidos el 29 de enero de 2021, con la productora Bleecker Street.

## Argumento
Sam (un pianista inglés) y Tusker (un escritor estadounidense), pareja desde hace 20 años y astrónomos aficionados, viajan en una autocaravana por Inglaterra hasta el Distrito de los Lagos para reunirse con amigos y familiares. A Tusker se le ha diagnosticado una enfermedad terminal, que le ocasiona una demencia precoz, lo que pone a prueba su relación. Tusker está escribiendo un libro, pero se niega a enseñárselo a Sam. Sam se prepara para su último recital de piano, pues renunciará a su carrera para dedicarse a atender las necesidades de Tusker.
La pareja llega a la casa de la hermana de Sam, donde el resto de su familia y amigos se reúnen con ellos para una cena. Durante una conversación posterior con uno de los amigos, Sam se entera de que Tusker ha estado teniendo dificultades para escribir. Sam se dirige a su furgoneta y descubre que la escritura de Tusker ha ido disminuyendo constantemente con el tiempo. También descubre un frasco de pentobarbital junto con una cinta pregrabada y la escucha.
La pareja se dirige a una casa de campo alquilada. Sam se enfrenta a Tusker por su descubrimiento y le pone la cinta, que revela que Tusker planea suicidarse antes de que su demencia sea demasiado grave, precisamente la noche en la que Sam dé su concierto de despedida. Sam no está de acuerdo con él y tienen una discusión. La pareja se reconcilia al día siguiente y pasan una noche íntima juntos. A la mañana siguiente, mientras Sam toca el piano, le anuncia a Tusker que acepta su decisión y que quiere estar con él cuando muera.
Sam toca en su recital durante la escena final.

## Reparto
- Colin Firth como Sam
- Stanley Tucci como Tusker
- James Dreyfus como Tim
- Pippa Haywood como Lilly
- Sarah Woodward como Sue

## Producción
En octubre del 2019, se anunció que Colin  Firth y Stanley Tucci se habían unido al reparto de la película, junto a Harry Macqueen que dirigiría una película que el mismo había escrito,  y con StudioCanal como distribuidora en el Reino Unido.
La película tuvo su premiere mundial en el San Sebastián International Film Festival el 22 de septiembre de 2020. Estaba planificado para ser estrenada en el Reino Unido el 27 de noviembre de 2020. En octubre de 2020, Bleecker Street adquirió los derechos de distribución de los EE. UU. . El estreno de la película en Estados Unidos está previsto para el 29 de enero de 2021.

## Recepción
La web de Rotten Tomatoes informa que un 89% de las 28 críticas de la película son positivas, y la media de la puntuación obtenida sobre el film, en la misma web, es de 7.78/10.